# Arturo Porro
Arturo Italo Porro Canavero (ur. 13 listopada 1919 w Montevideo, zm. w 1990) – urugwajski strzelec, olimpijczyk.
Brał udział w Letnich Igrzyskach Olimpijskich 1968 (Meksyk). Startował tylko w trapie, w którym zajął 50. miejsce.

## Wyniki olimpijskie
| Igrzyska | Konkurencja | Wynik       | Miejsce | Źródło |
| -------- | ----------- | ----------- | ------- | ------ |
| IO 1968  | Trap        | 171 punktów | 50.     | [ 2 ]  |